# Прав коремен мускул
Правият коремен мускул (Musculus rectus abdominis) е дълъг, плосък, лентовиден мускул, изграждащ най-предната част на коремната стена. Разполага се встрани от срединната линия и се състои от надлъжни мускулни снопчета с вертикална посока. Започва чрез зъбци от предната повърхност на хрущялите на V, VI и VII ребро и от мечовидния израстък. Мускулните снопчета вървят успоредно надолу и се прикрепват чрез здраво сухожилие за лонната кост. По дължината си мускулът се разделя от напречни сухожилни ивици на 4 - 5 коремчета. Всеки един от правите коремни мускули е разположен в сухожилно влагалище) (vagina m. recti abdominis), образувано от сухожилните разтеглици на външния кос, вътрешния кос и напречния коремен мускул.